# Menin
Pour les articles homonymes, voir Menin (homonymie).
Menin (en néerlandais Menen) est une ville néerlandophone de Belgique située en Région flamande dans la province de Flandre-Occidentale.
Elle est limitrophe de la commune française d'Halluin, dont la rue principale, la rue de Lille, prolonge la rue principale de Menin, la Rijselstraat.
Elle fait partie de l'Eurométropole Lille-Courtrai-Tournai.

## Géographie
Le territoire communal est constitué de deux ensembles, le premier ensemble (à l'ouest, avec la ville ancienne de Menin) situé au nord de la Lys, le deuxième au sud. Ils sont reliés par une sorte d'isthme de quelques centaines de mètres (quartier de Barakken/Les Baraques, au sud de la Lys).

### Situation
Le centre de Menin est situé à 10 km au sud-ouest du centre de Courtrai, à 10 km à l'est d'Ypres, à 10 km au nord de Tourcoing (France) et à 15 km au nord-est de Lille (France). 
Bruges se trouve à 40 km au nord, Gand à 40 km au nord-est, Bruxelles à 50 km à l'est.

### Relief et hydrographie
Menin est arrosée par la Lys, qui fait la frontière avec la France à Malplaquet. La frontière suit ensuite non pas le cours principal, mais un ancien méandre (De Leie), déterminant une zone industrielle relevant de la commune d'Halluin.

### Géographie administrative
La commune inclut la ville de Menin elle-même et les sections de Lauwe et de Rekkem.

### Sections de la commune
| # | Section      | Superf. (km2) | Habitants (2020) | Habitants par km2 | Code INS |
| - | ------------ | ------------- | ---------------- | ----------------- | -------- |
| 1 | Menin (I)    | 16,55         | 20 078           | 1 213             | 34027A   |
| 2 | Lauwe (II)   | 8,70          | 8 498            | 977               | 34027B   |
| 3 | Rekkem (III) | 7,92          | 4 949            | 625               | 34027C   |

#### Localités
Paradijs (IV), De Barakken (V), Ons Dorp (VI)

### Carte

Sections de Menin et ses voisines. Les zones en jaune sont les surfaces bâties.

### Communes limitrophes
La commune est limitrophe des sections belges et communes françaises suivantes :
- a. Moorsele (commune de Wevelgem)
- b. Wevelgem (commune de Wevelgem)
- c. Marke (ville de Courtrai)
- d. Aalbeke (ville de Courtrai)
- e. Mouscron (ville wallonne de Mouscron)
- f. Neuville-en-Ferrain (France)
- g. Halluin (France)
- h. Wervicq (ville de Wervicq)
- i. Geluwe (ville de Wervicq)

### Voies de communication et transports
Les principales routes passant par Menin relient :
- Roulers à Lille (N32, puis, en France M617)
- Courtrai à Ypres (Autoroute A19)
- Menin à Ypres (N8)
- Gand à Lille (E17 puis A22)
- Bruges à Tournai (E403)

Une ligne de chemin de fer dessert la gare de Menin.

## Histoire
Une Histoire de Menin a été écrite en français par un médecin, Aimé Louis Rembry-Barth (1832-1894). Cet ouvrage monumental (quatre volumes) a été réédité en 1968

### Du comté de Flandre aux Pays-Bas bourguignons
Le bourg de Menin est acheté en 1338 par Louis de Male, comte de Flandre, vassal du roi de France, qui le réunit à ses domaines.
Au XVe siècle, le comté de Flandre devient une possession des ducs de Bourgogne de la maison de Valois et une des composantes des Pays-Bas bourguignons.

### Des Pays-Bas des Habsbourg aux Pays-Bas espagnols (1482-1668)
Héritier des ducs de Bourgogne, Charles de Habsbourg (1500-1558), qui devient aussi roi d'Espagne sous le nom de Charles Ier en 1516 et est élu empereur sous le nom de Charles Quint en 1520, met fin à l'appartenance du comté de Flandre (et du comté d'Artois) par le traité de Madrid (1526), confirmé par le traité de Cambrai (1529). Le comté devient donc un fief du Saint-Empire. En 1555, il transmet les Dix-Sept Provinces des Pays-Bas des Habsbourg à son fils Philippe II, roi d'Espagne. 
En 1578, au cours de l'insurrection des Pays-Bas contre Philippe II, Menin, jusque-là ville ouverte, est fortifiée par les calvinistes de la république de Gand instaurée en septembre 1577. Le 1er octobre 1578, Emmanuel de Lalaing, baron de Montigny, qui se désolidarise des États généraux à la suite de la défaite de Gembloux (31 janvier 1578), s'empare de Menin pour son compte personnel, en liaison avec le mouvement des malcontents, puis pour le compte du roi d'Espagne après le traité d'Arras (17 mai 1579). La ville est reprise en octobre 1579 par le colonel écossais Henri Balfour, venu de Courtrai au nom des États généraux. Elle est finalement reprise par le gouverneur général Alexandre Farnèse en 1582, au début de la grande offensive qui l'amènera à la prise d'Anvers en août 1585. Menin et le comté de Flandre restent possession du roi d'Espagne (Pays-Bas méridionaux, Pays-Bas espagnols), tandis que les provinces du nord forment un nouvel État, les Provinces-Unies.

### Période française (1668-1713)
Prise par Turenne en 1658, Menin fait partie des territoires cédés à la France par le traité d'Aix-la-Chapelle (1668). Louis XIV fait construire une nouvelle enceinte bastionnée par Vauban.
Pendant la guerre de Succession d'Espagne (1700-1714), durant laquelle la France de Louis XIV et l'Espagne de Philippe V (son petit-fils) sont alliées, Menin est prise en 1706 par leurs adversaires. En 1713, le traité d'Utrecht restitue Menin aux Pays-Bas méridionaux (la Belgique actuelle sans la principauté de Liège), mais ceux-ci passent aux Habsbourg d'Autriche, formant ce qu'on appelle les Pays-Bas autrichiens.
Un plan-relief de Menin établi en 1702 est aujourd'hui conservé et exposé au Palais des beaux-arts de Lille. Il est composé de six tables en bois de 5,4 m sur 3,7 m, à l'échelle 1/600e.

### Période des Pays-Bas autrichiens (1713-1789)
Le traité de la Barrière de 1715 accorde aux Provinces-Unies le droit d'avoir une garnison à Menin, ainsi que dans cinq autres places de Flandre[pas clair], afin de constituer une « barrière » contre une éventuelle attaque française.
En 1744, pendant la guerre de Succession d'Autriche (1740-1748), l'armée française prend Menin après un siège assez court (18 mai-4 juin), au tout début de son offensive dans les Pays-Bas autrichiens. Menin reste occupée jusqu'au traité d'Aix-la-Chapelle (1748), qui met fin à ce conflit.
Du point de vue administratif, Menin est le chef-lieu d'une des cinq verges[réf. nécessaire] (en néerlandais : roeden ) qui constituent la châtellenie de Courtrai (Kasselrij Kortrijk) : la verge de Menin (de roede van Menen). Cette dernière compte en plus de Menin : la ville d'Izegem et les paroisses de Bissegem, Emelgem, Gullegem, Heule, Geluwe, Dadizele, Lendelede, , Moorsele, Wevelgem, Kachtem et Winkel-Saint-Éloi.

### Période des révolutions (1789-1830)
Jean-André van der Mersch (1734-1792), né à Menin et officier de l'armée autrichienne, se met à la tête des insurgés de la révolution des États belgiques unis en 1789 et est vainqueur des Autrichiens à la bataille de Turnhout (1789).
Le 17 juin 1792, 1 700 Français renforcés par 700 à 800 hommes de la Légion belge, commandés par le maréchal de camp François Jarry, prennent la ville, défendue par 43 hommes seulement.
Reprise par des soldats du Hanovre, Menin est assiégée par l'armée du Nord en avril-mai 1794. Défendue par Rudolf von Hammerstein (de) avec 2 500 hommes contre les 20 000 Français du général Moreau, elle se rend le 31 mai 1794.
Menin suit alors le destin des Pays-Bas autrichiens, l'annexion à la République française, puis au Premier Empire. La ville fait partie du département de la Lys (chef-lieu : Bruges). 
En 1815, elle entre dans le royaume uni des Pays-Bas, jusqu'à ce que la révolution belge de 1830 aboutisse à la création de l'actuel royaume de Belgique.

## Héraldique
|  | La ville possède des armoiries qui lui ont été octroyées le 30 mai 1953 et légèrement modifiées le 1er octobre 1980. Les armoiries originelles lui avaient été octroyées le 14 avril 1824 et confirmées le 7 avril 1838. À l'époque, les chevrons étaient noirs au lieu d'être rouges. Elles étaient inspirées des armoiries des seigneurs de Menin du XIIIe siècle. Elles sont utilisées par la ville depuis de nombreux siècles et figuraient déjà sur le sceau de la ville du XVIe siècle. Elles n'ont jamais changé depuis lors mais avaient été octroyées sous de mauvaises couleurs en 1824. Ce qui a été corrigé en 1953. En 1980, la couronne a été changée en couronne de ville. Blasonnement : D'argent à trois chevrons de gueules. L'écu sommé d'une couronne murale à cinq tours d'or. Source du blasonnement : Heraldy of the World. Website Menin. |

## Démographie

### Évolution démographique: Avant la fusion des communes
- Sources : INS, Rem. : 1831 jusqu'en 1970 = recensements, 1976 = nombre d'habitants au 31 décembre[8].

### Évolution démographique: Commune fusionnée
En tenant compte des anciennes communes entraînées dans la fusion de communes de 1977, on peut dresser l'évolution suivante:
- Source: DGS , de 1831 à 1981=recensements population; à partir de 1990 = nombre d'habitants chaque 1 janvier[9]

## Langues
Certaines sources font état pour l'année 2013 de la présence de plus de 30% de francophones dans la ville.

## Sports
- Football : KSCT Menen et KWSC Lauwe
- Volley-ball : VC Menin

## Personnalités

### Décédées à Menin
- Aimé Lievens, coureur cycliste, né en 1911 à Thourout, est mort le 19 novembre 1976 à Menin.
- Maurits Lodewijk II van Nassau-LaLecq, général, né le 2 décembre 1670 à La Haye et mort le 26 décembre 1740 à Menin.
- Marie-Jeanne Schellinck, militaire des armées Napoléoniennes, née en 1757 à Gand et morte le 1er septembre 1840

### Nées à Menin
- Sam Bennett (1990-) : cycliste[11].
- Yves Chauvin (1930-2015), chimiste, lauréat du Prix Nobel en 2005.
- Auguste Debunne (1872-1963), homme politique.
- Pieter Huys (1947-2009), avocat.
- Rosa Gilissen-Vanmarcke (1944-), sculptrice.
- Pierre Jacques Osten (1759-1814), général des armées de la Révolution française et de l'Empire, né dans cette commune.
- Yvonne Serruys (1873-1953), sculptrice.
- Pierre Joseph Tiberghien (1755-1810), graveur et orfèvre.
- Jean-André van der Mersch (1734-1792), général surnommé le 	« Le Washington belge ».
- Auguste van Ruymbeke (1761-1810), homme politique.
- Paul Ver Eecke (1867-1959).
- Louis Verhelst (1990-) : cycliste.
- Théophile Wahis (1844-1921) : lieutenant-général, gouverneur du Congo belge.

## Galerie

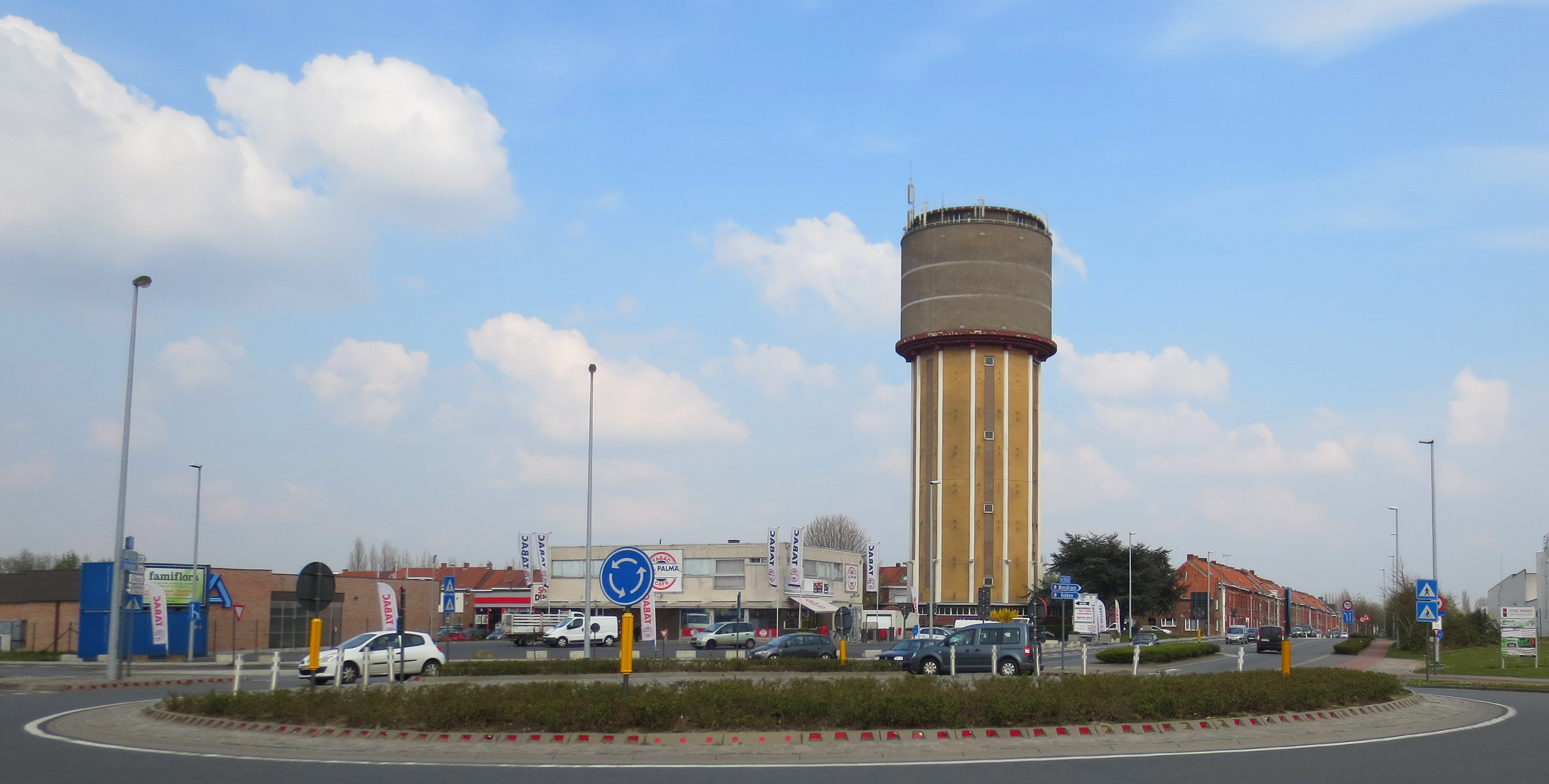
Le château d'eau.
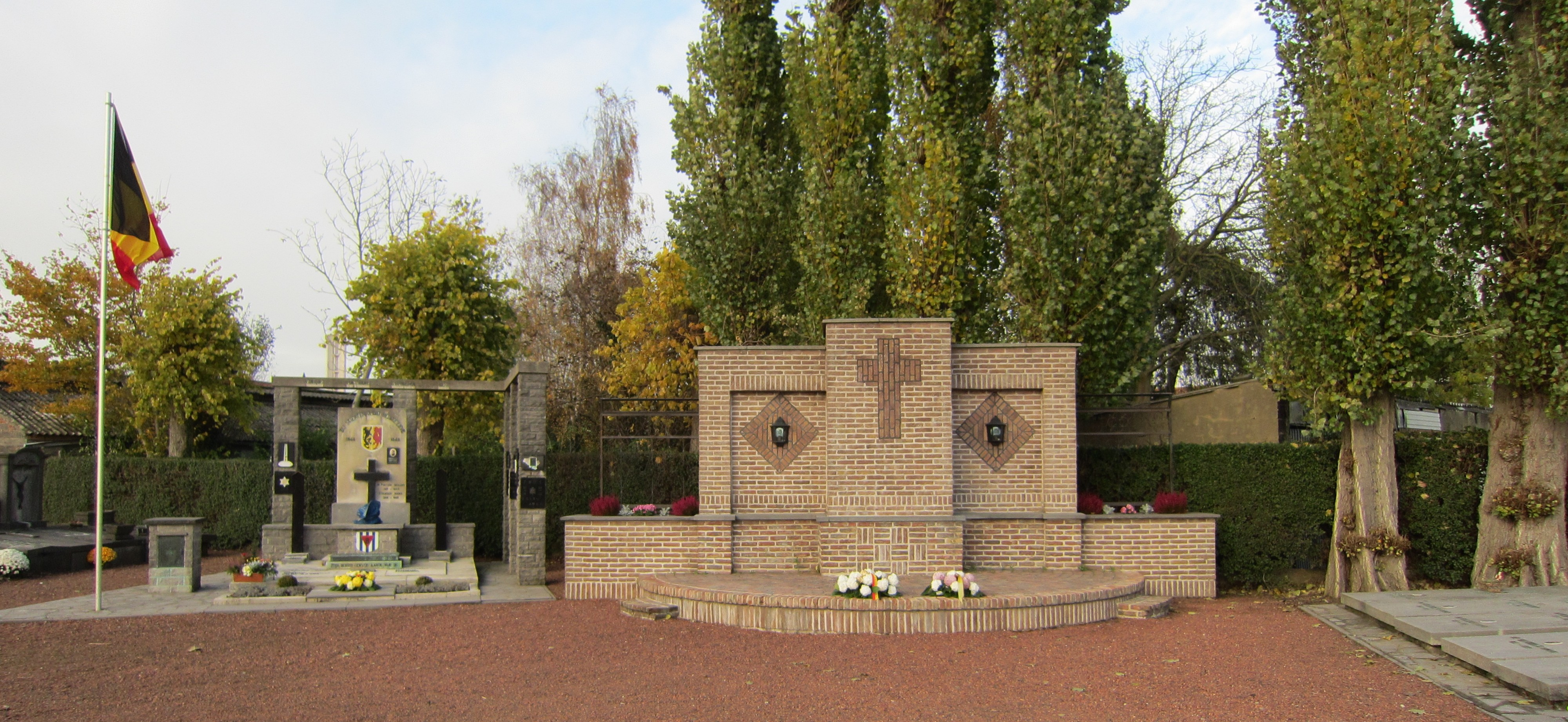
Le monument.
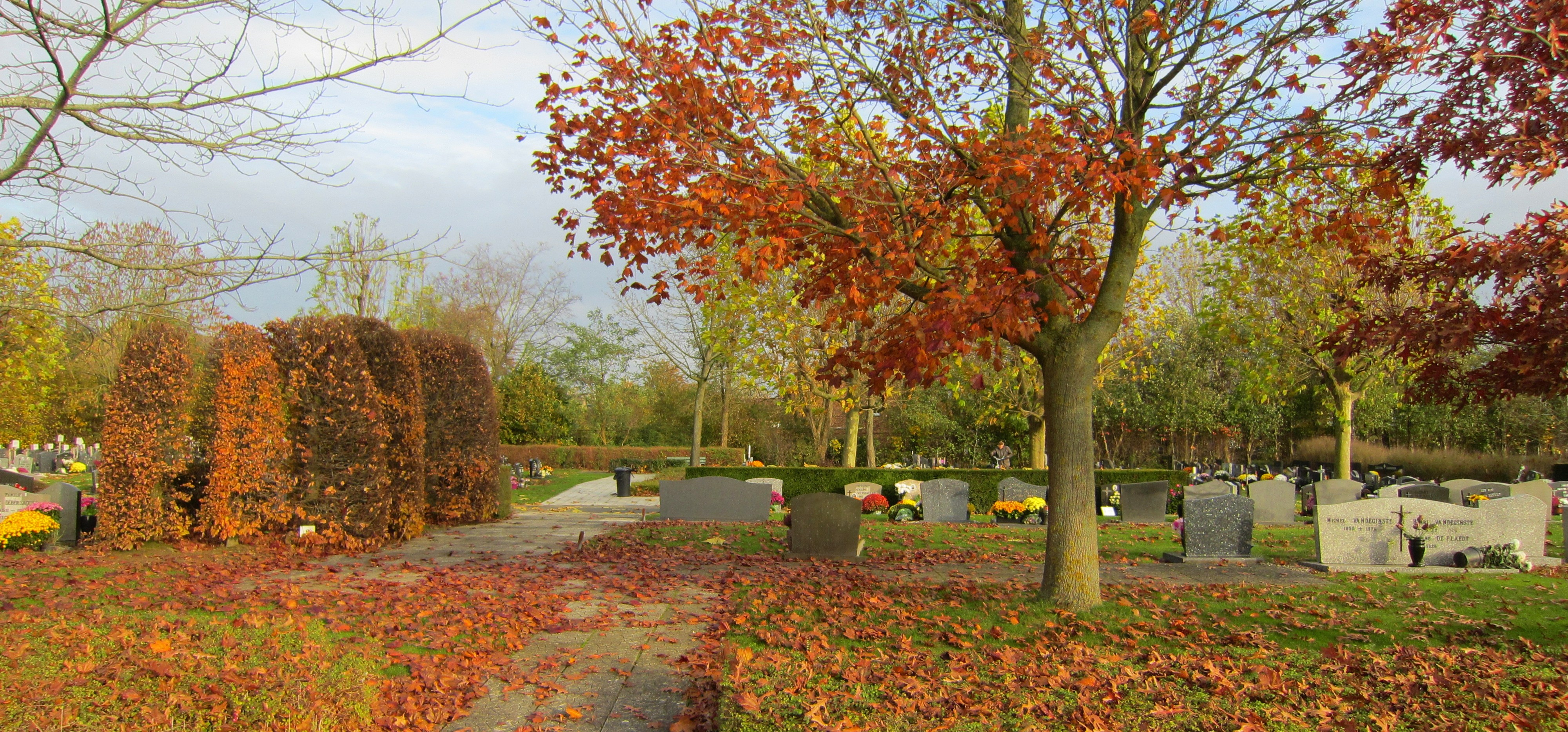
Le cimetière.
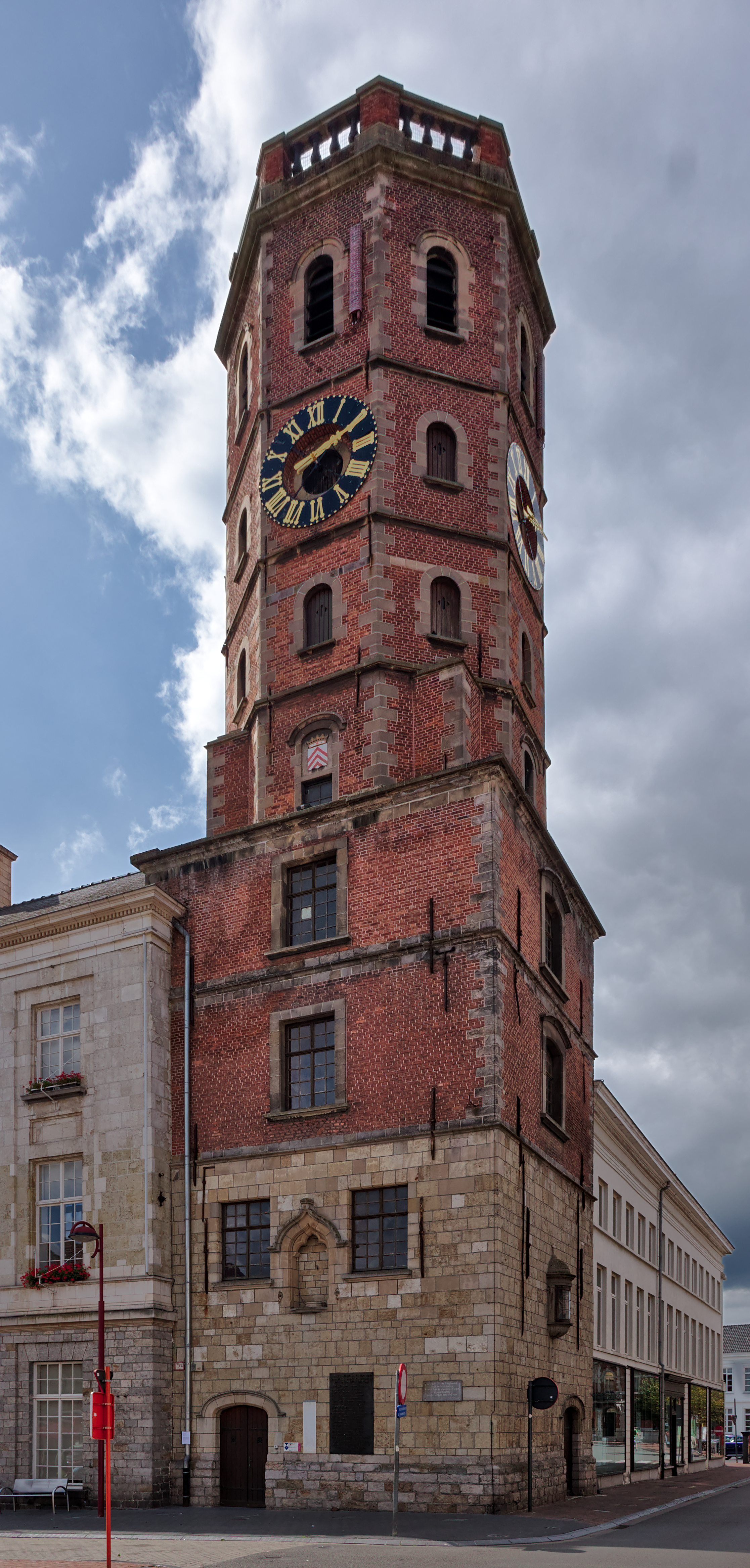
Le beffroi
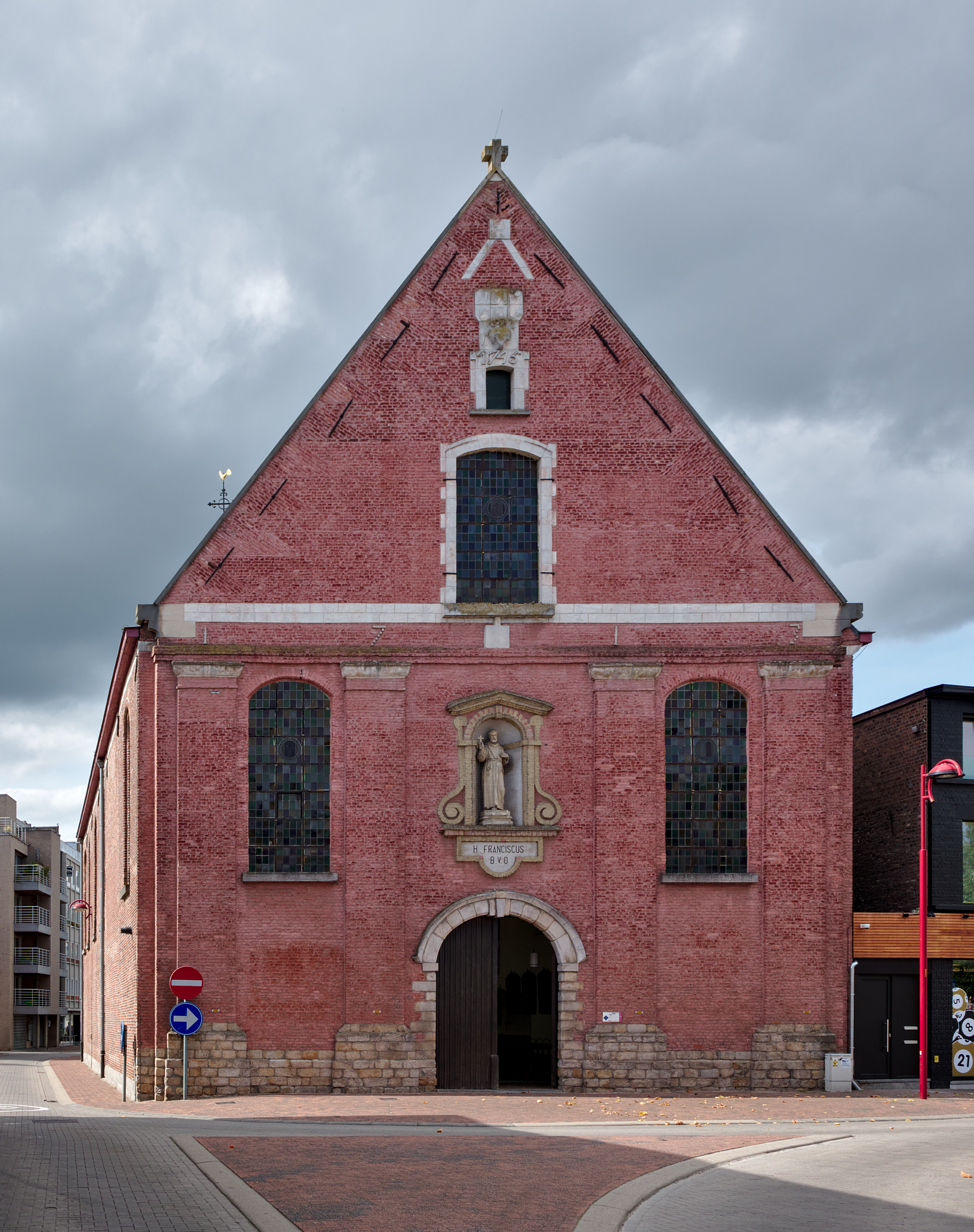
L'église Saint François